# Glukuronolakton
Glukuronolakton – organiczny związek chemiczny z grupy laktonów, cykliczny ester kwasu glukuronowego. Powstaje w wątrobie w wyniku metabolizmu glukozy.
Uczestniczy w usuwaniu toksyn, wspierając proces wydalania produktów przemiany materii. Jest także obecny w różnych artykułach spożywczych (np. ziarna, czerwone wino) oraz niektórych napojach energetycznych (np. Bullit, Hools i Rockstar).